# 湘南国際村

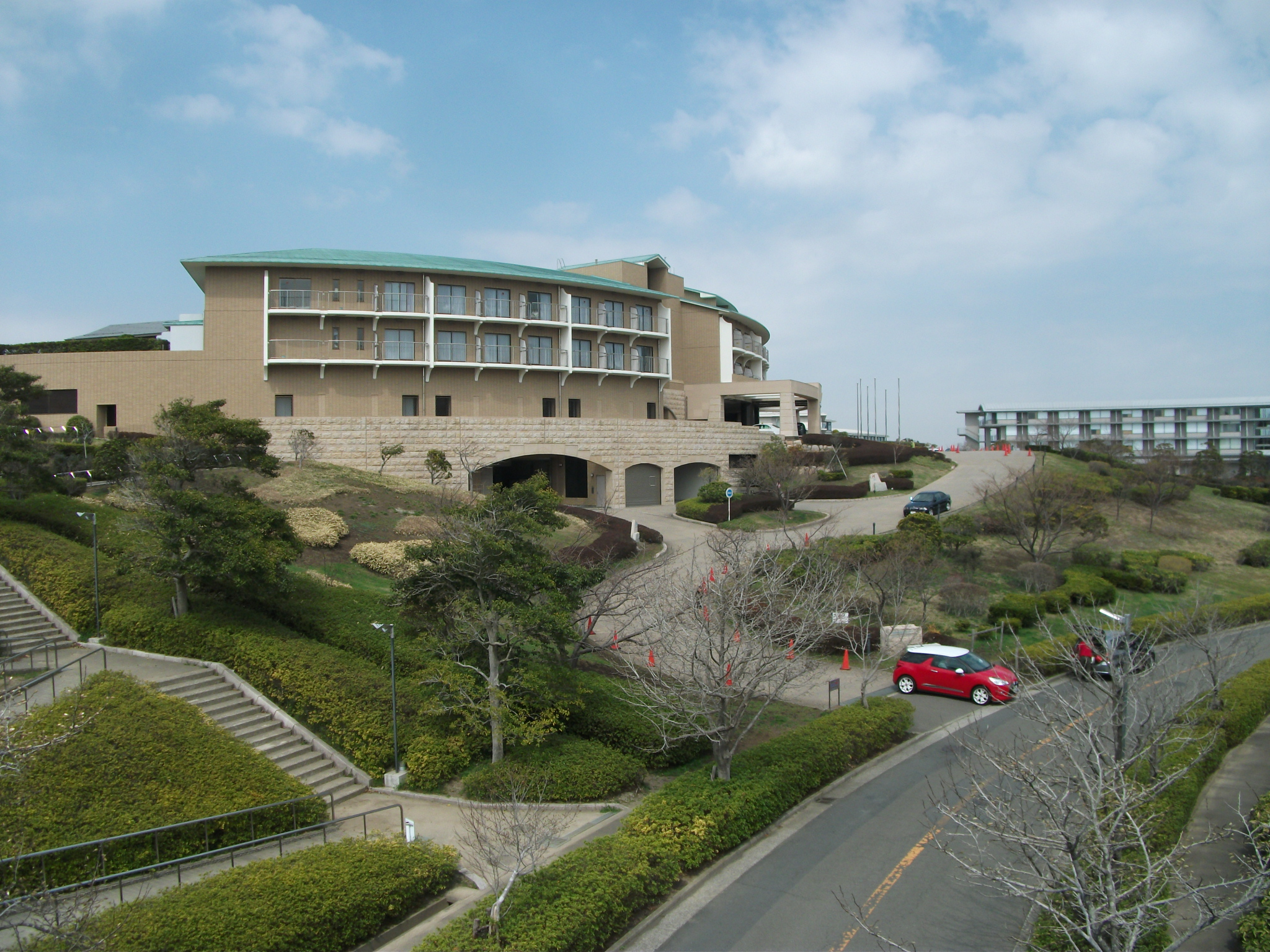
湘南国際村センター

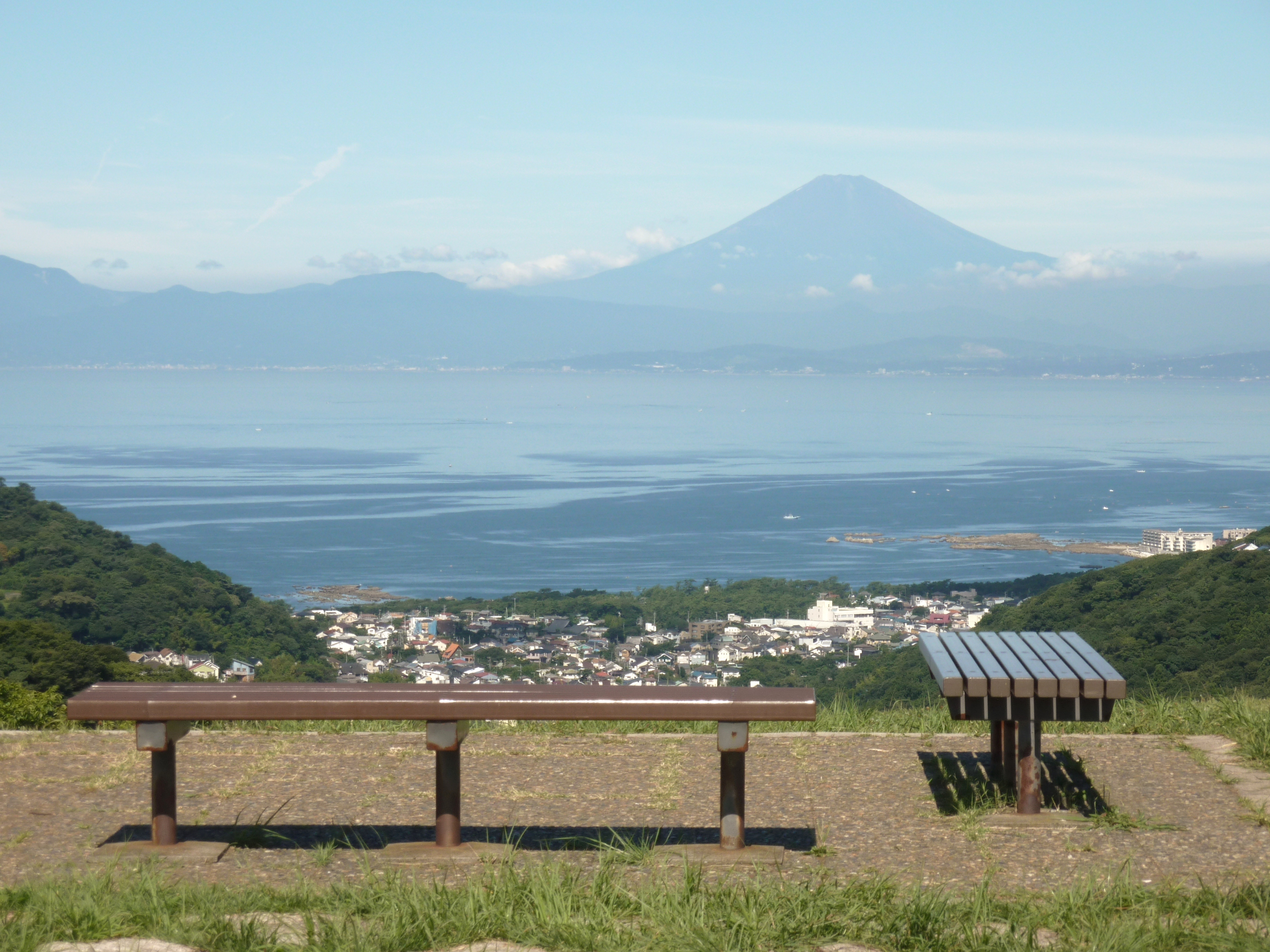
湘南国際村から望む富士山

湘南国際村（しょうなんこくさいむら）とは、神奈川県横須賀市と三浦郡葉山町にまたがる、多目的区画地域および横須賀市の地名である。1994年（平成6年）に開設。「湘南国際村」という名称であるが、自治体としての村ではなく、あくまで地名にすぎない。

## 基本構想
1983年（昭和58年）1月に横須賀市、葉山町及び有識者等による検討に着手し、1985年（昭和60年）3月に「湘南国際村基本構想」が策定された。この基本構想では「緑陰滞在型の国際交流拠点」を理念とし、国際的視野に立脚した「学術研究」「人材育成」「技術交流」「文化交流」の四つを基本的目的とし、これらを基本的機能として集積することとしている。

## 湘南国際村協会
株式会社湘南国際村協会は、国際村の中心的な宿泊・研修施設である湘南国際村センター（1994年開設） の他、村全体を運営する。1989年（平成元年）に設立の第三セクター。神奈川県、横須賀市、葉山町の他、日本政策投資銀行、他企業・団体が出資する。県は2018年（平成30年）時点での25億円の出資金の内、10億円を出資している。
協会は2017年（平成29年）度まで3期連続の赤字であり、累積の損失額が約9億円である。さらに設備等の減損を行い、損失約20億円を、25億円の出資金で解消することを決定した。協会は2015年（平成27年）度は赤字ながら、17年（平成29年）度には黒字化を見込んでいた。この赤字に関して、研修などの利用が伸びなかったことなどが原因と、協会は述べている。

## まちづくり
地域としては葉山町側では上山口の36ヘクタール、横須賀市側は湘南国際村 1 - 3 丁目などの152ヘクタールが相当する。

### 湘南国際村グリーンパーク
湘南国際村グリーンパークは村を東西南北に連絡する緑道公園である。「湘南国際村グリーンパーク」は、当初は開発事業者が管理をしていたが、1996年（平成8年）に町に移管された。町では、2013年（平成25年）頃では湘南国際村グリーンパークの維持に年間500万円程度の予算を計上していた。第一三共が国際村に研修施設開設する際、町と協議し、2007年（平成19年）より5年間で計3千万円を寄付し、グリーンパークの維持管理費として充てられてきた。

### 給水施設
水道施設も横須賀市と葉山町にまたがって創設されたため、専用水道が作られた。その後、開発業者などの要望から、2001年（平成13年）に横須賀市に移管された。配水池は「水の広場」として開放されていたが、2018年（平成30年）に終了した。

### 湘南国際村センター
湘南国際村センターは宿泊滞在型研修施設として1994年（平成6年）5月にオープンした。
2020年の新型コロナ感染症の感染拡大では全館を神奈川県が借り上げ、同年4月10日から感染者（軽症者、無症状者）を受け入れる全国初の宿泊療養施設となった。2023年5月8日の同感染症の5類感染症移行により感染者（軽症者、無症状者）の受け入れを終了し、同年6月1日から本来の営業を再開することになった。

### 主な進出団体
- 国立大学法人総合研究大学院大学（総研大）
- 中央福祉学院（ロフォス湘南）
- 公益財団法人 地球環境戦略研究機関
- レクトーレ葉山 湘南国際村（旧IPC生産性国際交流センター）
- ファンケル湘南研修センター
- コスモ石油湘南セミナーハウス
- 三機工業湘南研修センター
- ECOLE DE HAYAMA（資生堂湘南研修所）
- ファミリーマート湘南研修センター
- アズビル株式会社 ビルシステムカンパニー 湘南研修センター
- NEXUS HAYAMA（第一三共）
- IHIグループ人材開発交流センター（I-STEP湘南）

## 町名の湘南国際村
現行行政地名は湘南国際村一丁目から湘南国際村三丁目。住居表示実施済区域。

### 世帯数と人口
2023年（令和5年）4月1日現在（横須賀市発表）の世帯数と人口は以下の通りである。なお、三丁目の人口は0人のため、省略とする。
| 丁目             | 世帯数  | 人口  |
| ---------------- | ------- | ----- |
| 湘南国際村一丁目 | 359世帯 | 696人 |
| 湘南国際村二丁目 | 18世帯  | 36人  |
| 計               | 377世帯 | 732人 |

#### 人口の変遷
国勢調査による人口の推移。
| 年                 | 人口 |
| ------------------ | ---- |
| 2000年（平成12年） | 583  |
| 2005年（平成17年） | 674  |
| 2010年（平成22年） | 618  |
| 2015年（平成27年） | 671  |
| 2020年（令和2年）  | 834  |

#### 世帯数の変遷
国勢調査による世帯数の推移。
| 年                 | 世帯数 |
| ------------------ | ------ |
| 2000年（平成12年） | 220    |
| 2005年（平成17年） | 259    |
| 2010年（平成22年） | 254    |
| 2015年（平成27年） | 241    |
| 2020年（令和2年）  | 295    |

### 学区
市立小・中学校に通う場合、学区は以下の通りとなる（2022年3月時点）。
- 丁目、番・番地等 : 一丁目〜三丁目、各全域
  - 小学校 : 横須賀市立大楠小学校
  - 中学校 : 横須賀市立大楠中学校

### 事業所
2021年（令和3年）現在の経済センサス調査による事業所数と従業員数は以下の通りである。
| 丁目             | 事業所数 | 従業員数 |
| ---------------- | -------- | -------- |
| 湘南国際村一丁目 | 37事業所 | 196人    |

#### 事業者数の変遷
経済センサスによる事業所数の推移。
| 年                 | 事業者数 |
| ------------------ | -------- |
| 2016年（平成28年） | 36       |
| 2021年（令和3年）  | 37       |

#### 従業員数の変遷
経済センサスによる従業員数の推移。
| 年                 | 従業員数 |
| ------------------ | -------- |
| 2016年（平成28年） | 198      |
| 2021年（令和3年）  | 196      |

### その他

#### 日本郵便
- 郵便番号 : 240-0107[11]（集配局 : 葉山郵便局[22]）。

## 交通
最寄りの鉄道駅は京急汐入駅、またはJR逗子駅・京急逗子・葉山駅であり、各駅からは、京浜急行バスが路線バスを運行している。他に横浜駅より高速バスも運行されている。いずれの最寄り駅からは8～9km離れている。
道路は近隣を走る幹線道路の国道134号および県道27号・逗葉新道（横浜横須賀道路と接続）より県道217号（三浦半島中央道路）が接続している。
丘陵地に立地しており、接続する道路は最大斜度が8 - 9％となる急坂である。

## 注